# مانويل بيزارو مورينو
مانويل بيزارو مورينو (بالإسبانية: Manuel Pizarro)‏ هو محامي وسياسي إسباني، ولد في 29 سبتمبر 1951 في تيروال في إسبانيا. حزبياً، نشط في حزب الشعب. في الانتخابات العمومية الإسبانية 2008 ‏، انتخب عضو مجلس النواب الإسباني ‏ عن دائرة مدريد ‏ خلال فترته النيابية ‏ (25 مارس 2008 – 4 فبراير 2010).